# Leucothyreus anachoreta
Leucothyreus anachoreta är en skalbaggsart som beskrevs av Wilhelm Ferdinand Erichson 1848. Leucothyreus anachoreta ingår i släktet Leucothyreus och familjen Rutelidae. Inga underarter finns listade i Catalogue of Life.